# Antônio Francisco da Costa (Politiker)
Antônio Francisco da Costa war ein brasilianischer Politiker.
Er war von 1835 bis 1837 Mitglied in der ersten Assembléia Legislativa Provincial de Santa Catarina. Ein zweites Mal gehörte er dem Parlament von 1838 bis 1839 an.